# 东哈莱姆
東哈林（英語：East Harlem），也稱為东哈莱姆，又称为西班牙哈莱姆（英語：Spanish Harlem）或El Barrio，是纽约曼哈顿区的一部分。该地区为纽约最大的拉丁族裔社区之一，居民主要为波多黎各裔，也包括其他拉丁族裔和黑人。东哈莱姆曾经拥有庞大的意大利裔社区。
东哈莱姆北靠哈林河，东倚东河，南接东96街，西邻第五大道。

## 历史
哈莱姆地区的城市化建设始于1880年代，最早定居人口为德国移民，之后包括爱尔兰、意大利和来自东欧国家的犹太人移民。在东哈莱姆，南部意大利人和西西里人占人口多数，曾被称为“意大利哈莱姆”。
波多黎各移民始于一战之后。到二战之后，由于哈莱姆地区意大利人的迁出和拉丁裔人口的大量涌入，波多黎各裔和拉丁裔移民占据人口的多数。
1960、1970年代期间，该地区被种族冲突、帮派混战、毒品、犯罪和贫穷所困扰。时至今日，臭名昭著的拉丁国王帮派仍然横行于东哈莱姆。
该地区现在是来自世界各地的新移民的聚居地，包括中东移民、中南美洲移民、海地移民、中国人、朝鲜人等。

## 流行文化
很多的流行音乐作品中都提到了西班牙哈莱姆，較著名的有，灵魂歌手Ben E. King的说唱歌曲“Spanish Harlem”由菲爾·斯佩克特和傑瑞·雷伯和邁克·斯托勒作詞曲，(傑瑞·雷伯和邁克·斯托勒)唱片製作，有很多人重新詮釋，媽媽與爸爸合唱團也有重唱和出唱片，著名作曲家Louie Ramirez的拉丁灵歌“Lucy's Spanish Harlem”以及Bob Dylan的歌曲“Spanish Harlem Incident”。
很多著名的艺术家都在西班牙哈莱姆生活和工作过，包括拉丁爵士乐大师Tito Puente、爵士乐传奇人物Ray Barretto以及波多黎各最著名的诗人Julia de Burgos。

## 教育
该地区的辍学率很高；同时，当地学生的考试成绩低，逃学率高。然而，从1982年起，该社区成为曼哈顿科学和数学中心所在地。

## 社会问题
社会问题，包括犯罪和吸毒，曾经一段时间困扰着这个地区。但是，近年来西班牙哈莱姆地区的犯罪率显著下降。